# Porza

Werner Friedli: Porza, historisches Luftbild (1948)

 Porza ist eine politische Gemeinde im Kreis Vezia, im Bezirk Lugano des Kantons Tessin in der Schweiz.

## Geographie
Der Ort liegt auf 486 m ü. M. Die Gemeinde mit der Fraktion Resega ist ein schön gelegenes Pfarrdorf, 4 km nördlich des Bahnhofs Lugano. Traditionelle Erwerbszweige sind Acker- und Weinbau, Viehzucht und früher auch die Zucht der Seidenraupe. Das Dorf liegt 10 Minuten unterhalb des Monte San Rocco (549 m ü. M.) mit prachtvoller Aussicht auf Lugano und seine Umgebung.
Die Nachbargemeinden sind im Norden Cureglia, Comano TI und Canobbio, im Osten Lugano, im Süden Savosa und im Westen Vezia.

## Geschichte
Im Mittelalter war die Benediktinerabtei San Pietro in Ciel d’Oro von Pavia in Porza begütert. Auf einer Anhöhe nordöstlich von Porza lag die Burg Trevano, die wahrscheinlich im 12. Jahrhundert vom Bischof von Como erbaut wurde und im Lehensbesitz von Familien aus Como wie den Brocchi und später der Familien Trevano und Quadri war. Auf ihren Grundmauern wurde 1871 eine herrschaftliche Villa (genannt Castello di Trevano) errichtet. In der Belle Époque traf sich hier die mondäne Welt, und Musiker stellten sich zu Konzerten ein. 1934 übernahm der Kanton die Villa, 1961 wurde sie abgerissen und machte dem Technikum (heute Fachhochschule der italienischen Schweiz) Platz.
Porza bildet nach wie vor eine eigenständige Bürgergemeinde.

## Bevölkerung
Einwohnerzahlen: Volkszählungsdaten

## Sehenswürdigkeiten
- Pfarrkirche Santi Bernardino von Siena und Martino von Tours[13][14]
- Oratorium San Rocco[13]
- Betkapelle della Madonna mit dem Eisengitter und Fresko La Vergine des Malers S. di Gualio[13]
- Villa Floridiana, erbaut für den Ingenieur und Politiker Nino Rezzonico,[15] ehemalige Ferienresidenz (zwei Monate) des Bundeskanzlers Konrad Adenauer[13]
- Bauernhof von Cornaredo mit alter Trotte[13]
- Im Ortsteil Castello di Trevano: Berufsschulzentrum (1973/1975), Architekt: Gianfranco Rossi[13]
- Technische Hochschule (1961/1963), Architekten: Attilio Marazzi, Sergio Pagnamenta[13][16]
- Im Ortsteil Resega: Eishockeyhalle des HC Lugano (1992/1995), Architekten: Mauro Buletti, Paolo Fumagalli[13][17]

## Kultur
- Museo Villa Pia (Fondazione d’arte Erich Lindenberg)[18][19][20]
- Edizioni Trelingue[21]
- International Intellectual Association Porza[22]

## Sport
- Football Club Porza[23][24]